# 덕문여자고등학교
덕문여자고등학교(悳文女子高等學校)는 대한민국 부산광역시 수영구 광안동에 있는 사립 고등학교이다.

## 학교 연혁
- 1986년 5월 4일 : 덕문여자고등학교 학교시설인가, 학년당 보통과 12학급
- 1986년 9월 13일 : 신축 교사 기공식
- 1986년 12월 30일 : 덕문여자고등학교 설립인가, 설립자 학교법인 금성학원 이사장 김창덕
- 1987년 3월 2일 : 초대 조현규 교장 취임
- 1987년 3월 6일 : 개교 및 입학식 거행
- 1990년 2월 12일 : 제1회 졸업식 거행 (졸업생 677명)
- 2002년 2월 20일 : 신관 증축(6개 교실) 공사 완공
- 2004년 4월 17일 : 덕문관 개관식
- 2005년 3월 31일 : 천연잔디 운동장 완공, 도서실, 세미나실 리모델링 공사 완공
- 2022년 9월 1일 : 제11대 박연한 교장 취임
- 2024년 2월 6일 : 제35회 졸업식(졸업생 누계 16,361명)
- 2024년 3월 2일 : 디지털 기반 교육혁신 선도학교 운영 (~2025.2.28)
- 2024년 3월 4일 : 2024학년도 입학식

## 참고 자료
- 덕문여자고등학교 - 한국교육학술정보원 학교알리미